# بطولة أبو ظبي للجولف
بطولة أبو ظبي أتش أس بي سي للجولف هي إحدى بطولات الجولف الأوروبية التي تقام في نادي أبوظبي للجولف في أبو ظبي ، الإمارات العربية المتحدة . عندما تأسست في عام 2006 ، كانت واحدة من ثلاث جولات أوروبية يتم تنظيمها في شبه الجزيرة العربية ، ولكنها حاليًا واحدة من ستة.
وكان صندوق الجائزة لكل من الطبعات الخمس الأولى بمبلغ 2 مليون دولار أمريكي، وزادت لتصل إلى 3 ملايين دولار أمريكي في عام 2018. في عام 2019 ، تم ترقيتها لتصبح واحدة من ثماني بطولات تعد جزءًا من سلسلة رولكس ، والتي تعتبرها واحدة من الأحداث الرئيسية في الجولة الأوروبية. كحدث رولكس سلسلة، وتقف الجائزة المالية حاليا بمبلغ 7 مليون دولار أمريكيدولار أمريكي .
بدعم من الراعي إتش إس بي سي والمنظم المحلي ، هيئة أبو ظبي للسياحة ، كان لها أحد أقوى المجالات في الجولة الأوروبية تاريخياً بسبب الأموال «الترويجية» المدفوعة لكبار لاعبي الجولف.

## الفائزون
|  | الجولة الأوروبية (سلسلة رولكس) | 2019–     |
|  | جولة أوروبية (عادية)           | 2006-2018 |

| #                                                                     | السنة                                                                 | الفائز                                                                | السجل                                                                 | البار                                                                 | Margin of victory                                                     | السباقون                                                              | الجائزة (دولار)                                                       | حصة الفائز (دولار)                                                    |                                                                       |                                                                       |
| بطولة أبوظبي أتش أس بي سي المقدمة من شركة الإمارات العالمية للألمنيوم | بطولة أبوظبي أتش أس بي سي المقدمة من شركة الإمارات العالمية للألمنيوم | بطولة أبوظبي أتش أس بي سي المقدمة من شركة الإمارات العالمية للألمنيوم | بطولة أبوظبي أتش أس بي سي المقدمة من شركة الإمارات العالمية للألمنيوم | بطولة أبوظبي أتش أس بي سي المقدمة من شركة الإمارات العالمية للألمنيوم | بطولة أبوظبي أتش أس بي سي المقدمة من شركة الإمارات العالمية للألمنيوم | بطولة أبوظبي أتش أس بي سي المقدمة من شركة الإمارات العالمية للألمنيوم | بطولة أبوظبي أتش أس بي سي المقدمة من شركة الإمارات العالمية للألمنيوم | بطولة أبوظبي أتش أس بي سي المقدمة من شركة الإمارات العالمية للألمنيوم | بطولة أبوظبي أتش أس بي سي المقدمة من شركة الإمارات العالمية للألمنيوم | بطولة أبوظبي أتش أس بي سي المقدمة من شركة الإمارات العالمية للألمنيوم |
| --------------------------------------------------------------------- | --------------------------------------------------------------------- | --------------------------------------------------------------------- | --------------------------------------------------------------------- | --------------------------------------------------------------------- | --------------------------------------------------------------------- | --------------------------------------------------------------------- | --------------------------------------------------------------------- | --------------------------------------------------------------------- | --------------------------------------------------------------------- | --------------------------------------------------------------------- |
| 16th                                                                  | 2021                                                                  | تيريل هاتون ‏                                                          | 270                                                                   | −18                                                                   | 4 ضربات                                                               | Jason Scrivener                                                       | 8,000,000                                                             | 1,333,330                                                             |                                                                       |                                                                       |
| 15th                                                                  | 2020                                                                  | Lee Westwood                                                          | 269                                                                   | −19                                                                   | 2 ضربة                                                                | Matthew Fitzpatrick Tommy Fleetwood Victor Perez                      | 7,000,000                                                             | 1,166,660                                                             |                                                                       |                                                                       |
| 14th                                                                  | 2019                                                                  | Shane Lowry                                                           | 270                                                                   | −18                                                                   | 1 ضربة                                                                | Richard Sterne ‏                                                       | 7,000,000                                                             | 1,166,660                                                             |                                                                       |                                                                       |
| 13th                                                                  | 2018                                                                  | Tommy Fleetwood (2)                                                   | 266                                                                   | −22                                                                   | 2 ضربة                                                                | Ross Fisher                                                           | 3,000,000                                                             | 500,000                                                               |                                                                       |                                                                       |
| بطولة أبوظبي أتش أس بي سي                                             |                                                                       |                                                                       |                                                                       |                                                                       |                                                                       |                                                                       |                                                                       |                                                                       |                                                                       |                                                                       |
| 12th                                                                  | 2017                                                                  | Tommy Fleetwood                                                       | 271                                                                   | −17                                                                   | 1 ضربة                                                                | Dustin Johnson Pablo Larrazábal                                       | 2,700,000                                                             | 450,000                                                               |                                                                       |                                                                       |
| بطولة أبو ظبي أتش أس بي سي للجولف                                     |                                                                       |                                                                       |                                                                       |                                                                       |                                                                       |                                                                       |                                                                       |                                                                       |                                                                       |                                                                       |
| 11th                                                                  | 2016                                                                  | Rickie Fowler                                                         | 272                                                                   | −16                                                                   | 1 ضربة                                                                | Thomas Pieters                                                        | 2,700,000                                                             | 450,000                                                               |                                                                       |                                                                       |
| 10th                                                                  | 2015                                                                  | Gary Stal                                                             | 269                                                                   | −19                                                                   | 1 ضربة                                                                | Rory McIlroy                                                          | 2,700,000                                                             | 450,000                                                               |                                                                       |                                                                       |
| 9th                                                                   | 2014                                                                  | Pablo Larrazábal                                                      | 274                                                                   | −14                                                                   | 1 ضربة                                                                | Rory McIlroy فيل ميكلسون                                              | 2,700,000                                                             | 450,000                                                               |                                                                       |                                                                       |
| 8th                                                                   | 2013                                                                  | Jamie Donaldson                                                       | 274                                                                   | −14                                                                   | 1 ضربة                                                                | Thorbjørn Olesen Justin Rose                                          | 2,700,000                                                             | 450,000                                                               |                                                                       |                                                                       |
| 7th                                                                   | 2012                                                                  | Robert Rock                                                           | 275                                                                   | −13                                                                   | 1 ضربة                                                                | Rory McIlroy                                                          | 2,000,000                                                             | 333,330                                                               |                                                                       |                                                                       |
| 6th                                                                   | 2011                                                                  | مارتن كايمر (3)                                                       | 264                                                                   | −24                                                                   | 8 ضربات                                                               | Rory McIlroy                                                          | 2,000,000                                                             | 333,330                                                               |                                                                       |                                                                       |
| بطولة أبوظبي للجولف                                                   |                                                                       |                                                                       |                                                                       |                                                                       |                                                                       |                                                                       |                                                                       |                                                                       |                                                                       |                                                                       |
| 5th                                                                   | 2010                                                                  | مارتن كايمر (2)                                                       | 267                                                                   | −21                                                                   | 1 ضربة                                                                | Ian Poulter                                                           | 2,000,000                                                             | 333,330                                                               |                                                                       |                                                                       |
| 4th                                                                   | 2009                                                                  | Paul Casey (2)                                                        | 267                                                                   | −21                                                                   | 1 ضربة                                                                | مارتن كايمر Louis Oosthuizen                                          | 2,000,000                                                             | 333,330                                                               |                                                                       |                                                                       |
| 3rd                                                                   | 2008                                                                  | مارتن كايمر                                                           | 273                                                                   | −15                                                                   | 4 ضربات                                                               | Henrik Stenson Lee Westwood                                           | 2,000,000                                                             | 333,330                                                               |                                                                       |                                                                       |
| 2nd                                                                   | 2007                                                                  | Paul Casey                                                            | 271                                                                   | −17                                                                   | 1 ضربة                                                                | Peter Hanson Miguel Ángel Jiménez                                     | 2,000,000                                                             | 333,330                                                               |                                                                       |                                                                       |
| 1st                                                                   | 2006                                                                  | Chris DiMarco                                                         | 268                                                                   | −20                                                                   | 1 ضربة                                                                | Henrik Stenson                                                        | 2,000,000                                                             | 333,330                                                               |                                                                       |                                                                       |

## روابط خارجية
- تغطية على الموقع الرسمي للجولة الأوروبية